# مطار سيدي بلعباس
مطار سيدي بلعباس (إياتا: BFW، إيكاو: DAOS)، هو مطار جزائري مقفل يقع على 4 كيلومتر (2.5 ميل) جنوب شرق مدينة سيدي بلعباس.

## روابط خارجية
- حالة الطقس في مطار سيدي بلعباس.
- تاريخ الحوادث لـ (BFW) على شبكة سلامة الطيران.
- OurAirports - Sidi Bel Abbès نسخة محفوظة 4 مارس 2016 على موقع واي باك مشين.